# ماوسشيس
ماوسشيس (النطق الهولندي [ˈmœyʃə]; الفئران الصغيرة) هي حشو شطائر هولندية تقليدية، ورغم أن التقليدي أن توشع فوق الخبز إلا أنها تستخدم فوق البسكوت أو الشابورة (Rusk). وهذه الحشوات تصنع من بذور اليانسون المغطاة بطبقة ملونة معجونة بالسكر، وسميت هذه الحشوات أو الفارماسيللي باسم الفئران الصغيرة لأن حبوب الماوسشيس تشبه الفئران الصغيرة خاصة مع وجود ذيل بذرة اليانسون، وهذه الحشوات تصنعها شركة واحدة ووحيدة في هولندا تدعى De Ruijter .

## البسكوت مع الماوسشيس
من التقاليد الموروثة في هولندا أن تقدم هذه الحشوات فوق البسكوت أو البقسماط الهولندي Rusk عند ميلاد أي طفل جديد، حيث اعتقد أن اليانسون يدر لبن الأم كما أنه يرمز للخصوبة.
فمنذ بداية القرن السابع عشر كان الآباء يقدمون البسكوت عليه طبقة من الزبد وحشوة الماوسشيس للزائرين احتفالاً بالمولود الجديد. وهذا التقليد مستمر حتى اليوم. فهو يقدم للزوار في البيوت ويقدمه الأخوات الأكبر لزملائهم في المدرسة احتفالاً بأخيهم أو أختهم الجديدة. وهذه الحشوات تباع في كل المحلات بهولندا (السوبرماركت). وتعتبر شركة دي راوتر هي الماركة الوحيدة التي تنتج هذه الحشوات. وهي تصنعها منذ عام 1860.
وقبل القرن العشرين كانت هذه الحشوات تقدم باللون الأبيض فقط، ثم أصبحت بخليطاً من الأبيض والبمبى لكلاً من البنات والصبيان، ثم مع ظهور الحشوات ذات اللون اللبني (الأزرق) أصبحت البمبى للبنات والأزرق للصبيان.
وتم تصنيع حشوات باللون البرتقالي لمدة أسبوع واحد في ديسمبر 2003 احتفالاً بميلاد ولية العهد كاتارينا أماليا (أميرة أورانج). وقد قدمت أيضاً عام 1938م عند ميلاد الملكة بياتريكس، فاللون البرتقالي هو رمز للعائلة المالكة الهولندية

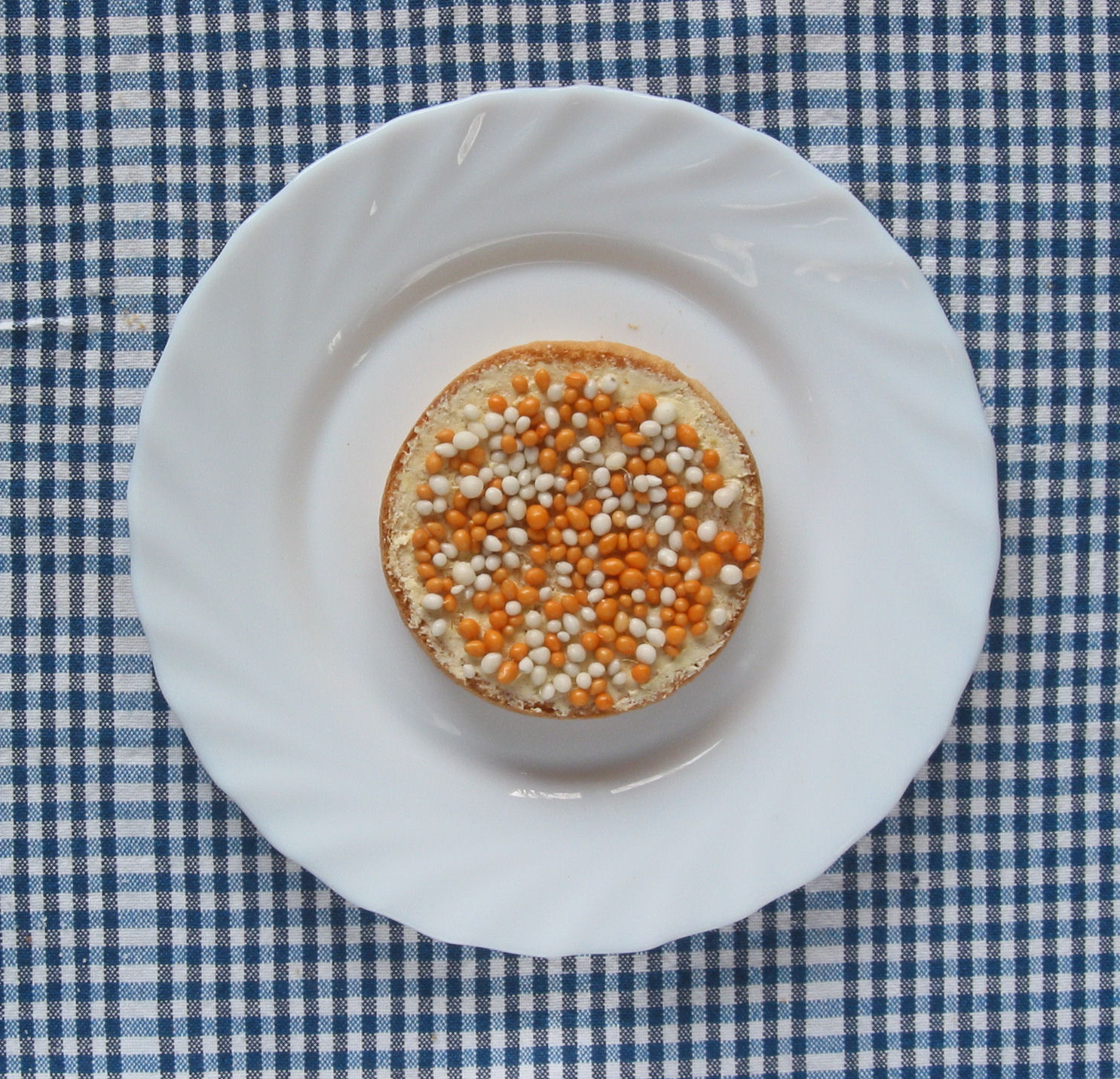
شابورة أو بقسماط هولندي عليه ماوسشيس برتقالية اللون